# Samtgemeinde Walkenried
De Samtgemeinde Walkenried was een Samtgemeinde in de Duitse deelstaat Nedersaksen. Het was een samenwerkingsverband van drie kleinere gemeenten in het zuiden van Landkreis Osterode am Harz. Het bestuur was gevestigd in Walkenried. Per 1 november 2016 werden de deelnemende gemeenten opgeheven en vormden samen de nieuwe eenheidsgemeente Walkenried.

## Deelnemende gemeenten
1. Walkenried
2. Wieda
3. Zorge

Bad Grund (Harz) · 
Bad Lauterberg im Harz · 
Bad Sachsa · 
Elbingerode · 
Hattorf am Harz · 
Herzberg am Harz · 
Hörden am Harz · 
Osterode am Harz · 
Walkenried · 
Wieda · 
Wulften am Harz · 
Zorge